# Ceratias
Ceratias es un género de actinopterigios lofiformes de la familia Ceratiidae.

## Taxonomía
Comprende las siguientes especies:
- Ceratias holboelli Krøyer, 1845
- Ceratias tentaculatus (Norman, 1930)
- Ceratias uranoscopus Murray, 1877